# Emanuel Vajtauer
Emanuel Vajtauer (23. prosince 1892, Tábor – zemřel neznámo kdy, kde?) byl československý novinář, politik, spisovatel, překladatel a publicista. Zprvu zastával krajně levicové názory, později se přiklonil k národně socialistické politické orientaci, během okupace za protektorátu kolaboroval otevřeně s nacisty, byl považován za jednu z vůdčích osobností tehdejší české žurnalistické kolaborace.

## Vzdělání a překladatelská činnost
Studoval na univerzitách v Praze, ve Vídni a v Paříži, procestoval celou Evropu, část Afriky, byl i v Americe. Překládal literární díla světových autorů zejména z angličtiny a z ruštiny.

## Komunista
Zastával silně extrémistické levicové, anarchistické názory, v roce 1920 se zúčastnil sjezdu Kominterny, kde se setkal s V. I. Leninem, a v roce 1921 byl zakládajícím členem KSČ. V prosinci 1923 emigroval do USA, kde přijal místo v chicagském českojazyčném časopise Spravedlnost. Poté, co tam agitoval pro revoluci podobnou té ruské a úřady zjistily důkazy o jeho předchozích projevech na podporu násilného svržení vlády, byl v dubnu 1924 zatčen a po rozsudku Nejvyššího soudu v lednu 1927 vyhoštěn.
V roce 1929 po nástupu Klementa Gottwalda do čela KSČ přešel k národním socialistům.

### Komunistický novinář
Působil jako redaktor levicových časopisů Nový kult a Červen, byl spolupracovníkem Rudého práva a šéfredaktorem Rudého večerníku.

## Národní socialista
Působil v nakladatelství Melantrich, kde pracoval v redakci Českého slova.

## Kolaborace s nacisty
V letech 1941–1942 byl šéfredaktorem Večerníku Českého Slova. Plně spolupracoval s protektorátní vládou, jednal i s K. H. Frankem. V tisku otevřeně štval proti Židům, Edvardu Benešovi a proti jeho exilové vládě. Psal kolaborantské pamflety a propagační tiskoviny. Zúčastnil se také audience čelných kolaborujících novinářů u předsedy vlády Eliáše 18. září 1941, při které byli novináři patrně otráveni (tzv. chlebíčková aféra); Vajtauer se z otravy několik týdnů zotavoval v sanatoriu SS v Praze-Podolí.:s.480
Z místa šéfredaktora byl odvolán poté, co ve večerníku vyšla po vyhlazení Lidic báseň Přísaha českého dělníka, jejímž autorem byl údajně jakýsi dělník Josef Láznička (po válce se jako autor básně přihlásil Václav Sábl) a která zdánlivě oslavovala Reinharda Heydricha, báseň však v prvním slově každého řádku skrývala text „Vám, vrahové dětí i žen, všechno, až náš čas bude, splatit nezapomenem. Nezapomenem!“ Zatímco Vajtauer přišel o místo, čtyři zaměstnanci Melantrichu byli zatčeni a popraveni.:s.203 :s.302
Poté pracoval jako šéfredaktor časopisu Přítomnost, jehož vydávání bylo po zastavení v roce 1939 obnoveno v říjnu 1942 ve zcela změněné podobě.:s.207 Také publikoval aktivistické příspěvky v časopise Osvěta:s.91 či v nakladatelství Orbis, které patřilo pod Říšský tiskový úřad.:s.408

## Po druhé světové válce, soudní proces
Předpokládá se, že na konci války uprchl do zahraničí, aby se vyhnul trestu za svou kolaboraci; jeho osudy po květnu 1945 nejsou známy.
Naposledy jej rodina viděla v Praze, když 30. dubna 1945 odešel z domu s tím, že odjíždí k otci do Jindřichova Hradce. Jeho přítomnost zde však otec popřel. Dobový tisk oproti tomu uvedl, že byl v Jindřichově Hradci naposledy viděn 5. května. Od toho dne je považován za pohřešovaného.
Dne 4. dubna 1947 začal Národní soud projednávat žalobu na představitele protektorátního tisku. Kromě Vajtauera byli pro kolaboraci s nacisty obžalováni Vladimír Krychtálek (šéfredaktor Venkova a Večera), Jaroslav Křemen (1908–1978, šéfredaktor deníků A-Zet a Lidový deník) a Karel Werner (1906–1947, šéfredaktor Poledního listu a Večerního Českého slova). Vajtauer byl souzen v nepřítomnosti, ostatní účastníci byli soudnímu přelíčení přítomni.
Rozsudek vynesl předseda Národního soudu JUDr. Jaroslav Šrámek 22. dubna 1947; všichni obžalovaní byli odsouzeni k trestu smrti, který měl být vykonán týž den. Před smrtí se zachránil jediný Jaroslav Křemen, udělením prezidentské milosti mu byl trest snížen na doživotí.

### Dohady, mýty a konspirační teorie
Kolem jeho zmizení panují dodnes mnohé dohady a různé konspirační teorie, které však nebyly nikdy věrohodně vysvětleny. Je možné, že díky svému postavení, schopnostem a jazykovým znalostem působil jakožto agent tajných služeb některého významného státu, je možné, že v bouřlivých událostech konce druhé světové války v květnu 1945 tragicky zahynul bez povšimnutí, je možné, že s falešnou osobní identitou uprchl nejprve na západ k Američanům a odtud třeba do Jižní Ameriky. Mohl být i tajně odvlečen sovětskou NKVD do některého z gulagů.[zdroj?]

## Vybrané dílo
- 1928 Ostrov slzí
- 1937 Španělsko v ohni
- 1941 Vzpoura Evropy a základy nového evropského pořádku [12]
- 1941 Malé národy v nové Evropě (Epištoly k americkým krajanům)
- 1943 Češi v nové Evropě, brožura
- 1943 Český mýthus